# Михайлова, Ирина Витальевна
Ирина Витальевна Михайлова (Уманская; род. 9 июня 1963) — советская и российская шахматистка, мастер спорта СССР по шахматам (1988), гроссмейстер среди женщин (1994), участница чемпионатов мира и Европы среди женщин по классическим, быстрым шахматам и блицу (2002, 2010, 2019). Кандидат педагогических наук, тренер по шахматам, автор концепции цифровой трансформации шахматной спортивной подготовки, разработчик игрового портала "Шахматная планета".

## Биография
Михайлова Ирина Витальевна имеет стаж в области физической культуры и спорта более 30 лет. Она является международным гроссмейстером среди женщин по шахматам, кандидатом педагогических наук, доцентом, тренером высшей квалификации.
Три раза участвовала в финалах чемпионатов СССР по шахматам среди женщин (1989, 1990, 1991), в которых лучший результат показала в 1991 году, когда поделила 4—5-e место. В 1991 году представляла команду Москвы  на командном первенстве СССР по шахматам среди женских команд. Призер международных турниров по шахматам среди женщин в Бледе (1992), в Белграде (1993), в Москве (1996), а также победительница Кубка России по шахматам среди женщин (1994).
И.В. Михайлова (Уманская) является победителем и призером ряда международных советских и российских соревнований по шахматам. В 1994 г. спортсменка выиграла Кубок России по спортивной дисциплине «быстрые шахматы» и  вошла в состав сборной России по шахматам среди женщин; была участницей чемпионатов СССР и России по классическим шахматам(1989-1997 гг.), Европы по классическим шахматам (2001 г.), первенств мира по спортивной дисциплине «блиц»  (2010 г., 2019 г.) , а также по спортивной дисциплине «быстрые шахматы» (2019г.).
За высокие спортивные достижения в 1988 г. Михайловой И.В. было присвоено звание «Мастер спорта СССР по шахматам» Комитетом по физической культуре и спорту при Совете министров СССР; в 1991г. Международной шахматной федерацией Михайловой И.В. было присвоено спортивное шахматное звание «Международный мастер по шахматам среди женщин»; в 1994 г. Международной шахматной федерацией Михайловой И.В. было присвоено высшее спортивное шахматное звание «Международный гроссмейстер по шахматам среди женщин», в том же году Михайлова И.В. вошла в состав сборной России по шахматам среди женщин.
С 1982 года живет в Москве. В 1984 году поступила на Государственный Центральный ордена Ленина институт физической культуры
(ныне Российский государственный университет физической культуры, спорта, молодёжи и туризма), который окончила в 1988 году по специальности шахматный тренер. В 1990 году поступила в Высшую школу тренеров, которую окончила в 1992 году, как тренер по шахматам высшей квалификации. В 2006 году защитила кандидатскую диссертацию на тему «Подготовка юных высококвалифицированных шахматистов с помощью компьютерных шахматных программ и "Интернет"». С 1988 года работает как шахматный тренер, а также принимает участие в создание шахматных программ и программ обучения по шахматам (с 2006 года). В 2011 году написала и издала книгу «Стратегия чемпионов. Мышление схемами.».
Свою тренерскую и научную деятельность начала в 1988 году в шахматном клубе Т.В. Петросяна, г. Москва. Во время осуществления профессиональной деятельности подготовила 1 международного гроссмейстера по шахматам, 3 международных мастеров спорта, 6 мастеров ФИДЕ по шахматам, около 70-ти шахматистов массовых разрядов. Автор научных и учебно-методических работ в сфере физической культуры и спорта, а именно: монографий: «Стратегия чемпионов. Мышление схемами» (2011 г.); «Современные методы подготовки шахматистов» (2014 г.); «Strategy of Champions: Thinking in Schemes» (2013 г.); «Основы адаптивного шахматного спорта» (2016 г.); «Технико - тактическая подготовка в адаптивном шахматном спорте» (2019 г.).
В 2003-2006 году И.В. Михайлова являлась разработчиком информационных и обучающих Интернет-порталов по спортивной дисциплине «шахматы», в том числе:  Шахматная Москва (www.chessmoscow.ru); Шахматная Планета (www.chessplanet.ru); авторский портал Чесси (www.chessy.ru).
В 2006 году успешно защитила кандидатскую диссертацию на тему: «Подготовка юных высококвалифицированных шахматистов с помощью компьютерных шахматных программ и Интернет» (Москва, Российский государственный университет физической культуры, спорта и туризма) и поступила на работу в РГСУ в качестве доцента кафедры педагогики и организации шахматной работы.
В 2012 году Высшей Аттестационной Комиссией при Министерстве образования и науки Российской Федерации Михайловой И.В. было присвоено звание доцента по кафедре теории и методике шахмат.
С 2006 года Михайлова И.В. возглавляет комплексную научную группу РГСУ по научно-методическому обеспечению спортивной подготовки по шахматам.
В период 2006-2020 гг. Михайловой И.В. было осуществлено шахматное обучение более 2000 студентов РГСУ. В числе ее студентов, аспирантов были многократная олимпийская чемпионка, чемпионка мира и Европы по шахматам В.Е. Гунина, чемпион Европы Э.К. Инаркиев, международные гроссмейстеры по шахматам Н.Н. Чадаев, А.В. Крапивин, И.А. Василевич, А.А. Рахманов, Н.В. Коновалов, А.В. Кузин, К.Л. Амбарцумова, Монготуул Батуянг. Под ее руководством в 2014 году сборная команда РГСУ  заняла 1 место на Высшей лиге 27-х  Московских студенческих спортивных игр по шахматам, 2 место на Всероссийской Универсиаде (г. Казань).
В 2017 году Михайлова И.В. вошла в топ рейтинга 100 самых продуктивных российских ученых по специальности «Физическая культура и спорт». В период 2002-2019 гг. Михайлова И.В. опубликовала 191 научную работу по тематике шахматного спорта высших достижений, адаптивного шахматного спорта, представленных в Научной электронной библиотеке eLIBRARY.RU. Михайлова И.В. является автором научных и учебно-методических работ в сфере физической культуры и спорта, а именно: монографий «Стратегия чемпионов. Мышление схемами» (2011 г.; 2020 г.); «Strategy of Champions: Thinking in Schemes» (2013 г.); «Современные методы подготовки шахматистов» (2014 г.); «Основы адаптивного шахматного спорта» (2016 г.); «Технико - тактическая подготовка в адаптивном шахматном спорте» (2019 г.).
Михайлова И.В. награждена университетскими наградами, а именно: Почетной грамотой Российского государственного социального университета, 2009 г.; Серебряной медалью имени Императрицы Марии Федоровны «За социальное служение» Российского государственного социального университета,2015 г.; Серебряным Почетным знаком имени Петра Великого «За достижения в социальном образовании» Российского государственного социального университета, 2017 г.

## Награды
- Почетная грамота Российского государственного социального университета, 2009 г.
- Серебряная медаль имени Императрицы Марии Федоровны «За социальное служение» Российского государственного социального университета,2015 г.
- Серебряный Почетный знак имени Петра Великого «За достижения в социальном образовании» Российского государственного социального университета, 2017 г.
- Благодарность Министра спорта Российской Федерации, 2018 г.

## Изменения рейтинга
| Графики недоступны из-за технических проблем. См. информацию на Фабрикаторе и на mediawiki.org. |